# Raymond Léopold Bruckberger
Léopold Bruckberger, appelé aussi frère Raymond Léopold Bruckberger, né le 10 avril 1907 à Murat (Cantal) et mort le 4 janvier 1998 à Fribourg (Suisse), est un prêtre dominicain et résistant français, également écrivain, traducteur, scénariste et réalisateur de cinéma.
Appartenant à l'ordre des dominicains, il est également appelé le « R.P. Bruckberger », « R.P. » signifiant « Révérend Père ».

## Biographie

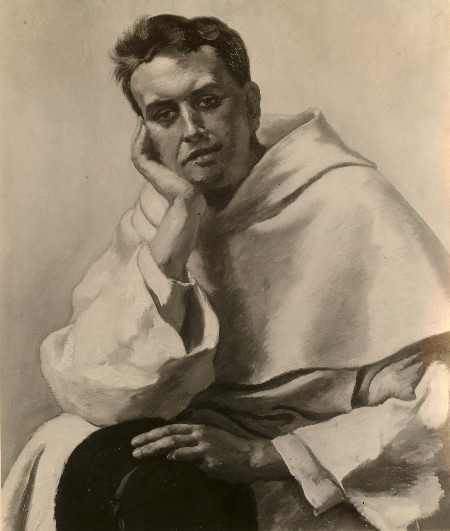
Portrait du père Bruckberger par Serge Ivanoff, Paris, circa 1940

Quatrième de cinq enfants d'un père autrichien et d'une mère auvergnate (Eugénie Clémentine Marie Vazelle, 1876-1951), sa jeunesse fut difficile, avec l'internement de son père (considéré comme le ressortissant d’une puissance hostile), son évasion, la mise sous séquestre des biens familiaux, ce qui contraignit la famille à vivre de charité. Raymond Bruckberger rejoint l'ordre des Dominicains à l'âge de 22 ans, en 1929, au couvent de Saint-Maximin (Var). Il est ordonné prêtre en 1934. Il se voit confier la rédaction de la Revue thomiste où, en 1937, il publie sa thèse : Métaphysique.
En 1939, il obtient de ses supérieurs l'autorisation de servir. Il rejoint en mars 1940 le corps franc de Joseph Darnand, avec qui il se lie d'amitié. Blessé à Chantilly, il est fait prisonnier. Il s'évade en juillet 1940, passe par Dijon en zone libre grâce au chanoine Kir, et retrouve Darnand à Nice, également évadé, avec qui il songe un instant à créer une association d'anciens combattants. Refusant de prêter serment d'allégeance au régime de Vichy, il commence à être attiré par l'action du général de Gaulle. Au moment de se séparer de Joseph Darnand, il aurait alors dit à ce dernier : « Si vous continuez dans cette voie, vous passerez en Haute Cour pour trahison, vous serez fusillé et je serai assez con pour venir vous défendre. »
En mai 1941, au nom de la défense de Charles Péguy, il interrompt un discours d'un responsable de Vichy sur l'amitié franco-allemande, en présence de l'évêque de Nice et du préfet. Expulsé de Nice, il prend bientôt contact avec Claude Bourdet et la Résistance.
Arrêté par la Gestapo en 1942, il échappe à la mort, sans doute grâce à l'intervention de Darnand, et fait cinq mois de prison. Dès sa libération, il prend le maquis dans le Vivarais, où il fréquente Albert Camus. Il fait également la connaissance de Robert Bresson, avec qui il réalise, en collaboration avec Jean Giraudoux, Les Anges du péché, dans lequel beaucoup voient une métaphore de la Résistance. Sur les instances du général de Gaulle, la Résistance veut se doter d'un aumônier général. Alexandre Parodi nomme alors Bruckberger aumônier des Forces françaises de l'intérieur.
Il participe à la libération de Paris le 19 août 1944. Afin d'éviter une confrontation avec le cardinal-archevêque Suhard, qui a reçu à Notre-Dame de Paris le maréchal Pétain et le commandant allemand de la place de Paris, Bruckberger estime que l'office de la Libération doit être célébré dans la basilique Notre-Dame-des-Victoires. Mais de Gaulle insistant absolument pour Notre-Dame, Bruckberger fait alors savoir que la présence du cardinal Suhard dans sa cathédrale n'est pas souhaitable. Le Magnificat a lieu le 26 août 1944 sans le cardinal, exclu par de Gaulle lui-même et confiné à l'archevêché. Au dehors, pendant le chant d'action de grâce, des résistants croient voir des tireurs embusqués allemands et tirent des rafales.
Après la guerre, décoré de la médaille de la Résistance avec rosette, le père Bruckberger hante Saint-Germain-des-Prés de sa silhouette caractéristique et devenue très familière aux Parisiens. On peut l'y croiser en compagnie de Jean-Paul Sartre et Simone de Beauvoir. C'est l'époque où il dénonce à la fois l'influence du parti communiste, mais aussi l'action des catholiques sociaux autour du Mouvement républicain populaire issu de la Résistance. Il se dresse énergiquement contre ce qu'il estime être les abus de l'Épuration, assiste quotidiennement Darnand dans sa cellule à Fresnes, en 1945, obtient une douzaine de grâces du général de Gaulle, et mène en vain campagne pour celle de Jean Bassompierre, qui sera exécuté le 20 avril 1948. Il adhère en mars 1948 au Comité d'action de la Résistance. En avril 1948, il s'élève implicitement dans la presse contre la formation quelques jours plus tôt d'un « comité d'honneur pour la libération du maréchal Pétain » dont est membre un cardinal, Achille Liénart, et compare dans sa tribune l'armistice de 1940 et l'entrevue de Montoire entre Pétain et Hitler au viol d'une petite fille de 12 ans. L'article lui est reproché ; il se défend dans une nouvelle tribune, justifiant sa comparaison, comparant l'âge de Bassompierre (33 ans) à celui de Pétain et des membres du comité d'honneur, des « vieillards », rappelant le serment prêté à Pétain par Bassompierre et Darnand, niant être proche des communistes, jugeant que la mise en place du comité d'honneur a eu comme conséquence l'exécution de Bassompierre et réclamant le « droit de ne pas être pétainiste ».
C'est précisément ces épisodes qui amènent les autorités ecclésiastiques à l'affecter dans l'Atlas Saharien, à Aïn Sefra (Algérie), où il devient aumônier de la Légion étrangère. Cet éloignement de la France met d'ailleurs fin à la revue Le Cheval de Troie, fondée par lui un an auparavant et  dirigée depuis son couvent de Saint-Maximin, qui aura coûté cent mille francs par mois à son éditeur Gallimard.
Le 13 mai 1958, il traverse le détroit de Gibraltar, pour revenir en France, où son statut d'assigné extra conventum permet de garantir, aux yeux du futur nouveau président de la République, le général de Gaulle, un vernis de légitimité. Il prend sa retraite en 1962. Il collabore alors régulièrement à L'Aurore et au Figaro Magazine. En 1985, il est élu à l'Académie des sciences morales et politiques.
Le « père Bruck » est inhumé dans le petit cimetière du village de Chexbres (canton de Vaud-Suisse) qui surplombe le lac Léman, lieu où il passa les dernières années de sa vie grâce à la générosité de ses amis suisses.

## L'homme de cinéma
En collaboration avec Jean Giraudoux, il écrit en 1943 le scénario du film Les Anges du péché de Robert Bresson.
Son affectation au Maroc en 1948 semble avoir interrompu son adaptation du roman de Georges Bernanos, Journal d'un curé de campagne pour le film homonyme de Robert Bresson, qui sortira en 1950, ainsi que le tournage des Dialogues des Carmélites d'après un scénario original de Bernanos inspiré de La Dernière à l'échafaud (Die letzte am Schafott) de Gertrud von Le Fort. La mort de Bernanos la même année fait que le projet ne verra le jour qu'en 1960 sous le titre Le Dialogue des carmélites, coréalisé par Philippe Agostini, avec notamment Madeleine Renaud, Jeanne Moreau, Alida Valli, Pascale Audret, Anne Doat, Hélène Vallier, Judith Magre, Pierre Brasseur, Georges Wilson et Jean-Louis Barrault.
Il eut en projet durant vingt ans un film sur la vie de Marie-Madeleine, mais ne put jamais en trouver le financement. Il réalisa en outre un film de montage sur la Résistance, Tu moissonneras la tempête (avec des textes des Mémoires de guerre du général de Gaulle), sorti en novembre 1968.

## Polémiques
Après la mort de Georges Pompidou en 1974, Bruckberger se répand en confidences à la presse au sujet de la vie privée du président de la République et de son épouse. Il évoque le « caractère ombrageux » et « difficile » de la Première dame Claude Pompidou et se targue d'avoir conseillé plusieurs fois Pompidou sur les plans politique et intime. Ces déclarations perçues comme indécentes lui seront vivement reprochées par la suite.
À la fin de sa vie, Bruckberger écrivit une pièce, Mourir en Messidor, créée de façon posthume au théâtre des Célestins à Lyon en mai 2000 dans une mise en scène de Stéphane Hillel, et qui fut considérée comme un plagiat des Dialogues des carmélites de Bernanos.

## Publications
- L'Aveugle clairvoyant, avec des eaux-fortes d'Élie Grekoff, Cluny, 1948.
- Les Cosaques et le Saint-Esprit, La Jeune Parque, 1951.
- Marie-Madeleine, La Jeune Parque, 1953, Albin Michel, 1975.
- Essai sur la République américaine, Gallimard, 1958.
- Nous n'irons plus au bois, Amiot-Dumont, 1958.
- L'Histoire de Jésus-Christ, Grasset et Fasquelle, 1965.
- Sortilèges mexicains, Sedimo, 1966.
- Le Monde renversé. Pour quoi je vis, éditions du Cerf, 1971.
- Dieu et la Politique, Plon, 1971.
- Saint François et le Loup, éditions G.P., 1971,
- Lettre ouverte à Jésus-Christ, Albin Michel, 1973.
- Le Chat botté et le Manteau de l'évêque, Plon, 1973.
- Revue critique, Minuit, 1976.
- L'Âne et le Bœuf, Plon, 1976.
- Toute l'Église en clameurs, Flammarion. 1977 (chroniques hebdomadaires du jeudi dans L'Aurore en 1976 et 1977, et quelques articles parus dans Le Journal du dimanche.
- Tu finiras sur l'échafaud, Flammarion, 1978.
- L'Évangile, nouvelle traduction. Suivi de: Simone Fabien, sa fidèle collaboratrice: Commentaires pour le temps présent, Albin Michel, 1976, Prix Chateaubriand.
- Lettre à Jean-Paul II, pape de l'an 2000, Stock, 1979.
- Le Bachaga, Flammarion, 1980.
- Ce que je crois, Grasset, 1981.
- La Révélation de Jésus-Christ, Grasset et Fasquelle, 1983.
- Lettre ouverte à ceux qui ont mal à la France, Albin Michel, 1984.
- Le Capitalisme, mais c'est la vie ! Plon, 1984.
- Oui à la peine de mort, Plon, 1985.
- Au diable le père Bruck, Plon, 1986.
- Bernanos vivant, Albin Michel, 1988.
- À l'heure où les ombres s'allongent, Albin Michel, 1989.
- Marie, mère de Jésus-Christ, Albin Michel, 1991.

Le Père Bruckberger a été également l'invité de la collection Les Contes de la mémoire enregistrée par FR3 Auvergne en 1978 (80 minutes - INA Lyon)